# Matthew Weiner
Matthew Weiner es un escritor, director y productor estadounidense creador de la serie televisiva de la AMC Mad Men. En HBO, fue escritor y productor de la quinta y la sexta temporada de Los Soprano. Debutó en la gran pantalla en 2013 dirigiendo la comedia Are You Here. Ha recibido nueve premios Emmy por su trabajo en Mad Men, con la que ganó, además, tres Globos de oro (Mad Men se alzó con el Emmy a Mejor Serie Dramática durante cuatro años consecutivos y Los Soprano ganó ese premio dos veces, con Matthew Weiner como productor ejecutivo). Weiner fue incluido en 2011 en el Time 100 de la revista Time como una de las personas más influyentes del mundo.

## Infancia y educación
Matthew Weiner nació en Baltimore en 1965 dentro de una familia judía. Allí asistió a The Park School of Baltimore y creció en Los Ángeles, donde iba a Harvard School of Boys. Su padre era investigador médico en el departamento de neurología de la Universidad del Sur de California. Weiner fue inscrito en el Colegio de Letras de la Wesleyan University donde estudió literatura, filosofía e historia y ganó un MFA de la escuela de cine y televisión de la Universidad del Sur de California.

## Carrera profesional
Matthew Weiner describe el inicio de su carrera como "un tiempo oscuro. El negocio del espectáculo se veía tan impenetrable que, eventualmente, dejé de escribir. Empecé a mirar TV todo el día y estar tirado. Mi madre me llamaba para que llevara a mi cuñado en el auto al aeropuerto. Eso es el tipo de basura que hacía en vez de escribir. Me sentía la persona más inútil y sin valor del mundo.”. Empezó su carrera como guionista escribiendo para la efímera sitcom de Fox Party Girl en 1996. Fue escritor y productor de The Naked Truth y Andy Richter Controls the Universe. Además, Weiner escribió el capítulo piloto de Mad Men en 1999 mientras trabajaba como escritor en Becker. El creador y productor ejecutivo de Los Soprano le ofreció un trabajo como escritor de la serie después de quedar impresionado por el guion.
Weiner entró como supervisor de producción para la quinta temporada de Los Soprano en 2004, como productor coejecutivo de la primera parte de la sexta temporada en 2006 y como productor ejecutivo para la segunda temporada de la sexta temporada, también en 2007. Como productor de la serie ganó dos premios Emmy, uno por la quinta temporada en 2004 y otro por la segunda parte de la sexta temporada en 2007.
Además de escribir y producir, Weiner actuó en dos episodios de Los Soprano, "Dos Tonys" y "Stage 5" como el ficticio experto en la mafia Manny Safier. 
Weiner también impartió clases en la Escuela de Cine y Televisión de la Universidad del Sur de California (ahora llamada Escuela de Artes Cinematográficas) entre las dos temporadas en las que trabajó en la exitosa serie. Allí impartió una clase de escritura de guion de pregrado durante el otoño de 2004.
Durante su tiempo en Los Soprano, Weiner empezó a buscar una network que quisiera producir Mad Men, proyecto que había sido rechazado por la HBO, al igual que FX. La HBO se ofreció a producir la serie si David Chase estaba a bordo como escritor o productor, pero Chase, en cambio, decidió centrarse en la producción de largometrajes. Finalmente, Weiner introdujo la serie en la AMC, que nunca había producido una serie dramática original. Mad Men fue lanzada por la AMC con un límite de 13 capítulos por temporada. Weiner produjo el capítulo piloto durante una pausa en la temporada final de Los Soprano y se estrenó el 19 de julio de 2007, seis semanas después del final de la serie de la HBO. Weiner ha desempeñado los papeles de productor ejecutivo y escritor principal de Mad Men durante sus siete temporadas de 13 capítulos, exceptuando la séptima temporada que tuvo 14 capítulos, divididos en dos partes de siete capítulos cada una, y que fueron emitidas con 10 meses de diferencia. Como productor ejecutivo tuvo un papel principal en la escritura y dirección de cada capítulo, además de encargarse de la aprobación de actores y vestuario. 
Weiner escribió, o coescribió, siete episodios de la primera temporada, once de la segunda, doce de la tercera, diez de la cuarta, nueve de la quinta, diez de la sexta y doce de la séptima. También dirigió los finales de las siete temporadas junto con el capítulo seis de la séptima y el penúltimo de esta misma temporada. 
En otros trabajos en televisión de Weiner podemos destacar su papel como escritor de varios capítulos de la serie Becker en 2001. En 2002 trabajó junto a Mark Reisman en la adaptación a televisión de Love the Key. Un año más tarde escribió el capítulo “The Maid Man” para Andy Richter Controls the Universe.
Por otro lado, el primer largometraje de Matthew Weiner fue Are You Here, filmada en Carolina del Norte y estrenada en el Festival de Cine Internacional de Toronto en 2013. En Estados Unidos fue estrenada en 2014.
En el 2017, Matthew Weiner hace su debut literario, escribiendo su primera novela de género negro Absolutamente Heather.

## Premios y nominaciones
Mad Men consiguió considerables elogios por parte de la crítica y ganó cuatro Globos de Oro y quince premios Emmy. Mad Men es la primera serie por cable básico en ganar el Emmy a mejor serie dramática, ganando este premio en 2008, 2009, 2010 y 2011. Weiner ganó el premio a mejor guion de serie dramática en 2008 por el capítulo piloto “Smoke Gets in Your Eyes”. También ganó el mismo premio en 2009 por el capítulo “Meditations in an Emergency”, compartiendo el premio con Kater Gordon y en 2010 por el capítulo “Shut the Door. Have a Seat”, premio que compartió con Erin Levy. En 2009, fue nominado también por “A Night to Remember”, “Six Month Leave” y “The Jet Set”. Al año siguiente también fue nominado por “Guys Walks into an Advertising Agency”. En 2011, fue nominado por “The Suitcase”. En 2012 fue nominado por “Far Away Places” y “The Other Woman”. Por último, en 2015, fue nominado por “Lost Horizon” y “Person to Person”.
Por otro lado, Weiner y su equipo creativo también ganaron el Premio de escritores de América por la mejor serie novel y fueron nominados por el premio de mejor serie dramática en la ceremonia de 2008 por su trabajo en la primera temporada. También fueron nominados para este premio en 2009 por su trabajo en la segunda temporada. Finalmente, ganaron este premio en 2010 por su trabajo en la tercera temporada.

## Vida personal
Matthew Weiner vive en Los Ángeles con su esposa, Linda Brettler. Martin, uno de sus cuatro hijos, actúa como Glen Bishop en "Mad Men". 